# Robert Lawrence (Märtyrer)
Robert Lawrence (* etwa 1495; † 4. Mai 1535 in Tyburn, London, England) war ein englischer Kartäuser und römisch-katholischer Heiliger.
Lawrence absolvierte seine Studien in Cambridge. 1531 trat er in den Kartäuserorden ein. Er war der Nachfolger von John Houghton als Prior von Beauvale Priory, Nottinghamshire, als dieser Prior das London Charterhouse wurde.
Im Februar 1535 verabschiedete das Parlament die Suprematsakte, die König Heinrich VIII. zum Oberhaupt der Church of England ernannte. Lawrence reiste mit Augustine Webster zu Houghton, um über das gemeinsame Verhalten zu beraten. Sie lehnten den Eid ab und wurden auf Befehl von Thomas Cromwell verhaftet und in den Tower of London gesperrt. Als sie sich weiter weigerten, den Suprematseid zu unterschreiben, wurden sie in Tyburn am 4. Mai 1535 gehängt, ausgeweidet und gevierteilt. Sie wurden so zu den ersten Märtyrern der Kartäuser in England.
Papst Leo XIII. sprach ihn am 29. Dezember 1886 selig und Papst Paul VI. am 25. Oktober 1970 mit 39 anderen Märtyrern heilig. Sein Gedenktag ist der 4. Mai oder mit den anderen 40 Märtyrern am 25. Oktober.